# Парижська Комуна
Пари́жська Кому́на (рос. Парижская Коммуна) — селище у складі Зонального району Алтайського краю, Росія. Входить до складу Буланіхинської сільської ради.

## Населення
Населення — 110 осіб (2010; 154 у 2002).
Національний склад (станом на 2002 рік):
- росіяни — 89 %